# Allegro Swing
Allegro Swing (* 1968 in Deutschland) ist ein deutscher Filmregisseur, Kameramann, Drehbuchautor und Filmeditor. Zu seinen Einflüssen als Autorenfilmer zählen die Genres Film Noir, Sexploitation- und Blaxploitationfilm sowie Funkmusik.

## Leben
Allegro Swing studierte an der Universität Leipzig Journalistik und Musikwissenschaft. Sein filmisches Interesse entdeckte er während seiner Diplomarbeit zum Thema „Musikvideos in der Funk- und Soul Musik“ nach der Hermeneutik-Methodik. An der Hochschule für Medien in Berlin schloss er danach ein Studium zum Film- und Videoeditor ab. Anschließend arbeitete er als Avid Editor bei Wellenreiter.tv in Köln (Beiträge für WDR und ZDF) und an der HAW Hamburg im Entimon-Filmprojekt.

## Werk
Swings Kritik an der herkömmlichen Machart von Sex-Spielfilmen ist, dass diese „sich selbst genügende Sexszenen“ seien, die „nichts mit der ohnehin pseudo-dramatischen Handlung“ zu tun hätten. Durch einen künstlerisch freien Auftrag von der Firma erotic planet produzierte er „an einem freien Wochenende“ seinen ersten Adult-Spielfilm Mission Rouge mit nur zwei Protagonisten. Swing, der Drehbuch, Regie, Kamera und Schnitt übernahm, wurde für diesen Autorenfilm bei den Venus Awards 2010 mit dem Venus Award als Bester Regisseur international ausgezeichnet. In diesem, wie auch in den folgenden Arbeiten, brach Swing mit der herkömmlichen Machart von Sex-Spielfilmen. Seine Filme sind geprägt von einer dichten Atmosphäre mittels bewegter Kamera- und Lichtführung, langen Spielzügen, stark eingekürzten Sexszenen mit Handlungsrelevanz und verschiedenartigen Montageformen – Kontrastmontage, intellektueller Montage, Assoziationsmontage, Leitmotivmontage.
In dieser Stilistik drehte Allegro Swing weitere Adult-Spielfilme mit bekannten Darstellern: Mandy Bright in Mona Fiesa, Zenza Raggi in Calipornication und Stella Styles in Bürogeschichten – welche allesamt auf Sky Blue Movie ausgestrahlt wurden.
Während der Venus Berlin drehte Swing mehrere Realityfilme mit etablierten Branchenprotagonisten: Porno Ralle in Porno Ralle auf mieser Tour, Steve Holmes in Steve Holmes vs. Venus Girls und Ron Jeremy als Gast in Venus der offizielle Film.
2012 realisierte Allegro Swing seinen bisher bekanntesten Film Goodbye Marylin, für den er als Regisseur 2012 den Venus Award erhielt. Der Erotik-Thriller wurde bei Beate-Uhse.TV ausgestrahlt.
2013 produzierte Swing den 24 Stunden Trashfilm Hangover XXX – Ein total irrer Trip im Wattenmeer u. a. mit Conny Dachs, Porno Ralle, Markus Waxenegger und Horst Baron. Dieser Film wurde als DVD von Musketier Media vertrieben.
Im Jahr 2014 finalisierte Allegro Swing mit der Pornodarstellerin Vivian Schmitt eine auf sie zugeschnittene Büro-Serie Die Sekretärin Frau Schmitt, welche auf Sky Blue Movie ausgestrahlt wurde. Der mit Mandy Mystery entstandene Episodenfilm Die Witwe meines besten Freundes erschien ausschließlich auf DVD.
Die von Swing produzierte BDSM-Serie Schatten der Lust wurde vorerst exklusiv als DVD über Orion im Fachhandel verkauft, bevor sie im freien Handel veröffentlicht wurde. 2022 erschien Swing`s erste Miniserie Start Frei Für Die Müllers per VOD. Die 8-teilige Dramedy handelt von einer äußerst frivolen Stewardessen Familie.

## Auszeichnungen
- 2010: Venus Award Best Director International
- 2012: Venus Jury Award: Featured Film für Goodbye Marylin (Regie)[8]

## Filmografie (Auswahl)
- 2010: Mission Rouge
- 2010: Venus – der offizielle Film
- 2011: Porno Ralle auf mieser Tour
- 2011: Steve Holmes vs. Venus Girls
- 2012: Goodbye Marylin
- 2013: Hangover XXX – Ein total irrer Trip
- 2013: Calipornication
- 2013: Mona Fiesa
- 2013: Das Vollweib
- 2015: Die französische Masseuse
- 2015: Selfies
- 2016: Die Sekretärin Frau Schmitt
- 2017: Osterglöckchen
- 2017: Escort Girls
- 2017: Schatten der Lust
- 2018: Die Witwe meines besten Freundes
- 2022: Start frei für die Müllers (Miniserie)